# Linda-Gail Bekker
Pour les articles homonymes, voir Bekker.
Linda-Gail Bekker est médecin et professeure de médecine à l'université du Cap. Elle est directrice adjointe de la fondation Desmond Tutu HIV. Elle a présidé la Société internationale sur le sida de 2016 à 2018. 

## Biographie
Linda-Gail Bekker est née au Zimbabwe et étudie la médecine à l'université du Cap. Elle se dirige tout d'abord vers la gériatrie, mais à la suite d'un stage clinique au KwaZulu-Natal, où elle voit des jeunes mourir du VIH/SIDA sans pouvoir les aider, elle s'intéresse à la recherche sur le VIH et la tuberculose. Elle effectue un doctorat sous la direction de Gilla Kaplan à l’université Rockefeller sur l’immunologie hôte-pathogène, et reçoit le soutien financier du Centre international John E. Fogarty,,.  
Elle est mariée et a trois enfants.

## Travaux de recherche et engagements
En 2009, elle remporte le prix Royal Society Pfizer pour ses recherches sur l'épidémiologie de la tuberculose, ce qui lui permet de financer ses recherches à la clinique de santé de Nyanga au Cap. Elle étudie en particulier la réponse immunitaire de l'hôte à la tuberculose selon qu'il est atteint ou non du Sida.  
Elle se passionne pour le travail avec les communautés allant jusqu'à y utiliser le théâtre de rue et pour les programmes d'éducation co-dirigés par celles-ci afin de vaincre la stigmatisation liée au VIH et à la tuberculose. Pour Gavin Churchyard de l'institut Aurum de Johannesburg, Linda-Gail Bekker est un « mélange unique de médecin, de scientifique, d'artiste et d'activiste ». Elle aime aussi peindre.   
La fondation Desmond Tutu HIV de l'Université du Cap dont Linda-Gail Bekker est directrice adjointe soutient les communautés les plus pauvres d’Afrique du Sud et est financée par les Instituts américains de la santé. Son mari Robin Wood en est le PDG.   
Elle instaure une camionnette mobile qui propose un dépistage de la grossesse, de l'hypertension, du diabète, du VIH / Sida, de la tuberculose et de l'obésité,. Le dépistage groupé permet d'attirer des personnes qui craindraient la stigmatisation en cas de dépistage du VIH uniquement. Elle recommande les bonnes pratiques et propose aux adolescents des informations factuelles sur le traitement et la prévention du HIV.   
Elle développe un programme appelé « Choix de méthodes de prévention pour adolescents en Afrique du Sud (CHAMPS) » qui remet en question les attitudes des jeunes hommes à l'égard de la circoncision, encourage les jeunes femmes à utiliser une méthode de contraception et expérimente la prophylaxie pré-exposition. Elle travaille sur l'étude PHASES sur la grossesse et le VIH / sida. Elle étudie le déploiement des traitements antirétroviraux, et l'auto-test du VIH sur lequel elle fonde de grands espoirs. 
En 2016, elle est élue présidente de la Société internationale sur le sida. Elle donne le discours d'ouverture de la conférence de celle-ci à Paris, et elle y présente de nouvelles options de prévention, telles que la prophylaxie pré-exposition.  
En 2018, elle est élue au conseil d'administration de l'International AIDS Vaccine Initiative. Elle s'inquiète de ce que Donald Trump puisse amoindrir la riposte mondiale au VIH. Elle s'exprime à la Journée mondiale de lutte contre le sida. 
Elle est membre du comité de rédaction du African Journal of AIDS Research (en).  
Elle écrit également pour The Conversation,,,.   
Linda-Gail Bekker est membre du conseil scientifique du plan d'urgence du président des États-Unis pour la lutte contre le sida.